# Celama nephodes
Celama nephodes är en fjärilsart som beskrevs av George Francis Hampson 1914. Celama nephodes ingår i släktet Celama och familjen trågspinnare. Inga underarter finns listade i Catalogue of Life.